# ロールス・ロイス・ボートテイル
ロールス・ロイス・ボートテイル (Rolls-Royce Boat Tail) は、2021年にロールス・ロイスから発表された限定生産車である。

## 概要
ボートテイルは3台限定で製造された。
3名のオーナーはいずれもJ-Classヨットへの造詣が深いことから、そこにインスピレーションを受けたデザインになっている。そこでロールス・ロイスは、シャシーにコーチビルダーの手で帆船の船体の造形を移植する「ボート・テール・タイポロジー（類型論）」を現代の手法で表現する提案がなされ、それが採用された。手描きでデザイン案を描き、実物大のクレイモデルを製作。次にクレイモデルをデジタルでリマスターし、そこから型を作り、その上にアルミ板を載せてハンマーを使って手作業で成形。そして人の手による技術や工芸の技法を駆使しながら、アルミニウムのボディに磨きをかけ、調整を繰り返していくというヨットの建造と同じ技法が用いられた。
フロントにはロールス・ロイス特有のパンテオングリルを取り入れ、水平基調のデザインに緩やかな傾斜のAピラー、リアに向けて細くなっていくデザインやモーターボートのアウトデッキなどが特徴。木製のアウトデッキにはパラソルやテーブル、グラスや冷蔵庫などを備えている。
ボディカラーは、2021年に発表された最初の個体はブルーで内外装が塗装され、2022年に発表された2台目のボートテイルはオイスターとソフトローズを基調に、ホワイトとブロンズの大きめなマイカフレークを加えた、ピンクゴールドのようなカラーで塗装されている。最後の個体は現時点で発表されていない。

価格は2800万ドル（約31億2000万円）で、新車価格が史上最高額の自動車となる。

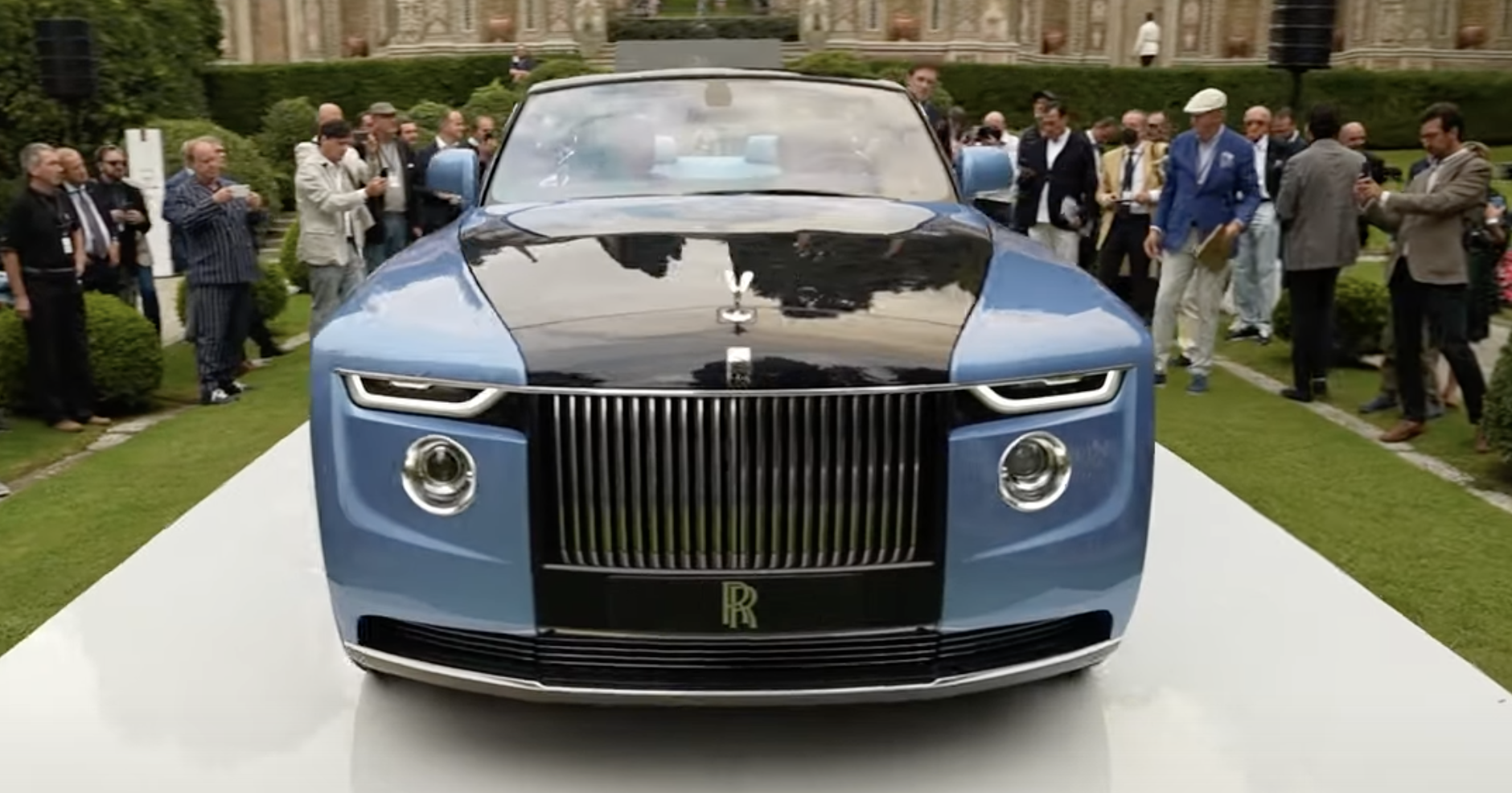
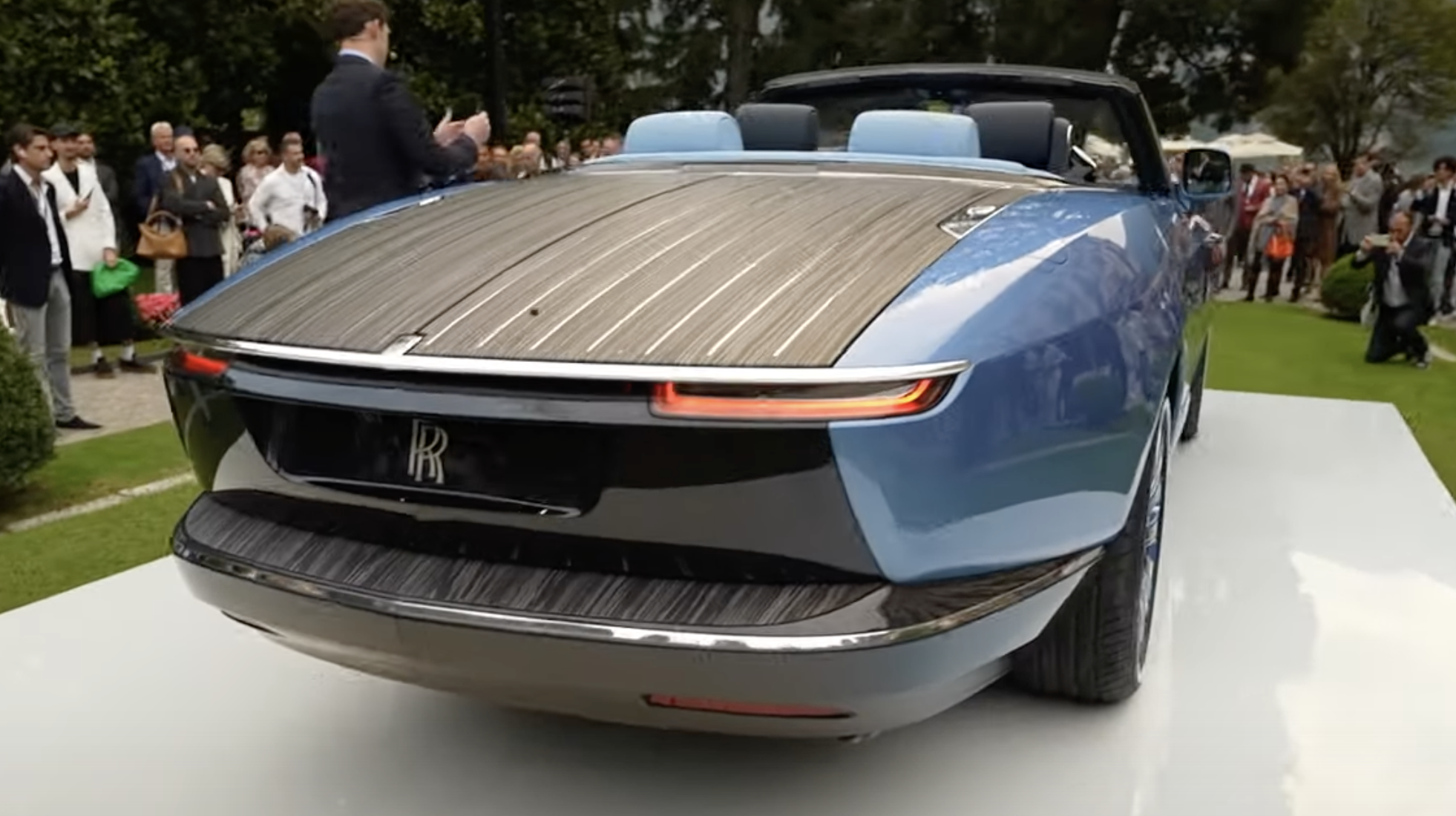
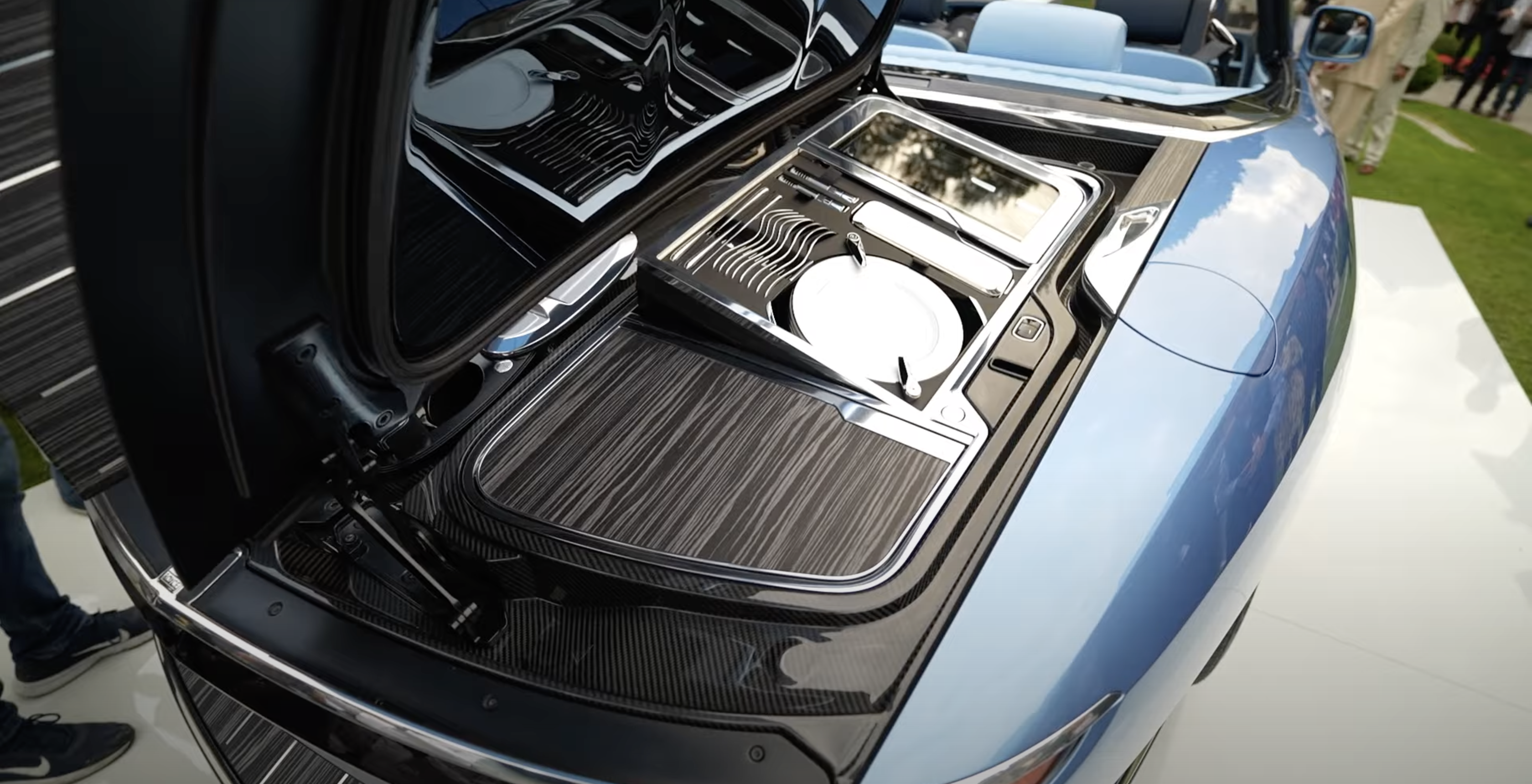

## 参照
1. ↑  Attwood, James. “Exclusive: Rolls-Royce Boat Tail designer on coachbuilt car's key features”. Autocar.  オリジナルの2021年6月9日時点におけるアーカイブ。 2021年6月9日閲覧。
2. ↑  Sharma, Sonali. “All about world's most expensive car Rolls-Royce Boat Tail – Price, specifications and other details”. DNA.  オリジナルの2021年6月7日時点におけるアーカイブ。 2021年6月9日閲覧。
3. ↑  Launches, Luxury. “Did Beyoncé and Jay-Z just order the world's most expensive car? Why this custom-built Rolls-Royce Boat Tail is worth US$ 28 million”. South China Morning Post.  オリジナルの2021年6月9日時点におけるアーカイブ。 2021年6月9日閲覧。
4. ↑  https://car.watch.impress.co.jp/docs/news/1327192.html
5. ↑  https://autoprove.net/imported-car/rolls-royce/198994/
6. ↑  https://motor-fan.jp/genroq/article/35624/
7. ↑  https://front-row.jp/_ct/17624884
8. ↑  https://autobild.jp/8312/